# Stemonyphantes altaicus
Stemonyphantes altaicus är en spindelart som beskrevs av Andrei V. Tanasevitch 2000. Stemonyphantes altaicus ingår i släktet Stemonyphantes och familjen täckvävarspindlar. Inga underarter finns listade i Catalogue of Life.